# Put the "O" Back in Country
Put the "O" Back in Country é o primeiro álbum do cantor americano de country, Shooter Jennings, lançado em 2005.

## Lista de faixas
Todas as canções escrita por Shooter Jennings exceto o que estão anotados.
1. "Put the 'O' Back in Country"  (arr. por Shooter Jennings, LeRoy Powell, Ted Russell Kamp) – 3:25
  - Adaptação de "Are You Ready for the Country", escrita por Neil Young
2. "4th of July" – 4:26
  - com George Jones
3. "Lonesome Blues" (Powell) – 4:00
4. "Solid Country Gold" – 3:05
5. "Busted in Baylor County (Sweet Leaf Version)" (Jennings, Powell, Ozzy Osbourne, Tony Iommi, Geezer Butler, Bill Ward) – 3:53
6. "Sweet Savannah" – 4:09
7. "Steady at the Wheel" (Kamp) – 2:57
8. "Manifesto No. 1" – 3:09
9. "The Letter" – 3:32
10. "Southern Comfort" (Jennings, Powell, Kamp) – 5:49
  - com Faith Evans, Jessi Colter e CeCe White
11. "Daddy's Farm" – 8:19